# Diocesi di Phát Diêm
La diocesi di Phát Diêm (in latino Dioecesis de Phat Diem) è una sede della Chiesa cattolica in Vietnam suffraganea dell'arcidiocesi di Hanoi. Nel 2021 contava 158.625 battezzati su 1.038.580 abitanti. È retta dal vescovo Pierre Kiều Công Tùng.

## Territorio
La diocesi comprende la provincia di Ninh Binh, e i distretti di Lac Thuy e Yen Thuy della provincia di Hoa Binh.
Sede vescovile è la città di Phát Diêm, dove si trova la cattedrale della Regina del Rosario.
Il territorio si estende su 1.786 km² ed è suddiviso in 79 parrocchie.

## Storia
Il vicariato apostolico del Tonchino marittimo fu eretto il 15 aprile 1901 con il breve Quae catholico di papa Leone XIII, ricavandone il territorio dal vicariato apostolico del Tonchino occidentale (oggi arcidiocesi di Hanoi).
Il 3 dicembre 1924 assunse il nome di vicariato apostolico di Phát Diêm in forza del decreto Ordinarii Indosinensis della Congregazione di Propaganda Fide.
Il 7 maggio 1932 cedette una porzione del suo territorio a vantaggio dell'erezione del vicariato apostolico di Thanh Hóa (oggi diocesi).
Il 24 novembre 1960 il vicariato apostolico fu elevato a diocesi con la bolla Venerabilium Nostrorum di papa Giovanni XXIII.
Il 22 febbraio 1981, con la lettera apostolica Quandoquidem sancta, papa Giovanni Paolo II ha confermato i Santi Pietro e Paolo patroni principali della diocesi.

## Cronotassi dei vescovi
Si omettono i periodi di sede vacante non superiori ai 2 anni o non storicamente accertati.
- Jean-Pierre-Alexandre Marcou[3], M.E.P. † (15 aprile 1901 - 20 ottobre 1935 dimesso)
- Jean-Baptiste Nguyễn Bá Tòng † (20 ottobre 1935 succeduto - 8 giugno 1945 dimesso)
- Thaddée Anselme Lê Hữu Từ, O.Cist. † (14 giugno 1945 - 1959 dimesso)
- Paul Bùi Chu Tạo † (24 gennaio 1959 - 3 novembre 1998 ritirato)
- Joseph Nguyễn Văn Yến (3 novembre 1998 succeduto - 14 aprile 2007 ritirato)
  - Sede vacante (2007-2009)[4]
- Joseph Nguyễn Năng (25 luglio 2009 - 19 ottobre 2019 nominato arcivescovo di Hô Chí Minh)[5]
  - Sede vacante (2019-2023)
- Pierre Kiều Công Tùng, dal 25 marzo 2023

## Statistiche
La diocesi nel 2021 su una popolazione di 1.038.580 persone contava 158.625 battezzati, corrispondenti al 15,3% del totale.
| anno | popolazione | popolazione | popolazione | presbiteri | presbiteri | presbiteri | presbiteri                | diaconi | religiosi | religiosi | parrocchie |
| anno | battezzati  | totale      | %           | numero     | secolari   | regolari   | battezzati per presbitero | diaconi | uomini    | donne     | parrocchie |
| ---- | ----------- | ----------- | ----------- | ---------- | ---------- | ---------- | ------------------------- | ------- | --------- | --------- | ---------- |
| 1950 | 99.904      | 250.000     | 40,0        | 163        | 154        | 9          | 612                       |         | 6         | 206       | 57         |
| 1963 | 58.900      | 400.000     | 14,7        | 26         | 24         | 2          | 2.265                     |         | 7         | 39        | 61         |
| 1979 | 95.000      | 500.000     | 19,0        | 13         | 13         |            | 7.307                     |         | 1         | 29        | 62         |
| 1999 | 137.760     | 905.900     | 15,2        | 27         | 27         |            | 5.102                     |         |           | 69        | 65         |
| 2000 | 137.761     | 905.900     | 15,2        | 27         | 27         |            | 5.102                     |         |           | 69        | 65         |
| 2001 | 142.056     | 905.985     | 15,7        | 26         | 26         |            | 5.463                     |         | 20        | 70        | 65         |
| 2002 | 142.056     | 905.985     | 15,7        | 26         | 26         |            | 5.463                     |         | 20        | 70        | 65         |
| 2003 | 146.335     | 915.900     | 16,0        | 34         | 33         | 1          | 4.303                     |         | 22        | 70        | 65         |
| 2004 | 144.721     | 907.520     | 15,9        | 31         | 30         | 1          | 4.668                     |         | 25        | 93        | 65         |
| 2013 | 163.036     | 1.002.037   | 16,3        | 76         | 67         | 9          | 2.145                     |         | 74        | 226       | 77         |
| 2016 | 151.038     | 1.019.560   | 14,8        | 89         | 79         | 10         | 1.697                     |         | 95        | 271       | 78         |
| 2019 | 156.475     | 1.039.490   | 15,1        | 115        | 95         | 20         | 1.360                     |         | 121       | 307       | 78         |
| 2021 | 158.625     | 1.038.580   | 15,3        | 136        | 115        | 21         | 1.166                     |         | 215       | 408       | 79         |